# Babira
Babira (auch Babirah, Bapira oder Babire, arabisch بابيرة, DMG Bābīra) ist ein jesidisches Dorf im Norden des Iraks.

## Geographie
Das Dorf liegt ca. 15 km südwestlich von Telskuf im Distrikt Tel Kaif im Gouvernement Ninawa. Der Ort befindet sich in der Ninive-Ebene und gehört zu den umstrittenen Gebieten des Nordiraks.

## Bevölkerung
Zu der Bevölkerung Babiras zählen hauptsächlich Jesiden.

## Geschichte
Zwischen den Jahren 1985 und 1986 wurden einige jesidische Dörfer durch den Bau der Mosul-Talsperre (damals noch Saddam-Staudamm) zerstört. Unter den zerstörten Dörfern gehörte auch das jesidische Dorf Babira. 1987 wurden die Bewohner des zerstörten Dorfes teilweise in das neu gegründete und gleichnamige „Modelldorf“ Babira zwangsumgesiedelt.